# One Step Closer (린킨 파크의 노래)
"One Step Closer"는 린킨 파크의 데뷔 싱글 음반이자 정규 음반 《Hybrid Theory》의 두 번째 트랙으로 2001년에 발매되었다. 이 곡은 또한 린킨 파크를 스타덤에 오르게 했으며 특히 많은 록 팬들에게 알려져 있는 곡이다.

## 곡
원래는 "Plaster"라는 제목이 있었으나 앨범 작업 도중 "One Step Closer"로 바꾸었다. 2001년에 싱글 음반이 발매되었으나 오스트레일리아에서 크게 성공했으나 영국을 비롯한 미국에서는 성공하지는 못했다.
리믹스 버전은 린킨 파크의 리믹스 앨범 《Reanimation》에 "1Stp Klosr"라는 제목으로 수록되었다. 더 험블 브라더스와 콘의 리드 보컬 조나단 데이비스와 같이 작업하여 원곡 보다 무거운 느낌의 곡을 선보인다. 이어 제이-지와 함께 작업한 《Collision Course》에도 "Points of Authority", 제이 지의 노래 "99 Problems"와 함께 리믹스한 버전이 있다.
라이브는 2007년 이전만 해도 인기 곡 중의 하나로서 셋리스트 끝에 배치시켰으나 2007년부터 프로젝트 레볼루션, 월드 투어에서는 셋리스트 앞에 배치시키며 오프닝 리프는 "Reanmation" 버전으로 시작한다. 또한 2003년 조나단 데이비스와 함께 "Reanimation" 버전, 2001년 MTV 뮤직비디오 어워드에서는 엑스큐셔너와 사비부분을 턴테이블 스크래치로 바꾸어 라이브를 선보였다.
또한 "One Step Closer"는 "In the End"와 더불어 린킨 파크의 크게 성공한 곡으로 손꼽히고 있다.

## 비디오
린킨 파크의 멤버 조지프 한은 뮤직비디오에 대한 콘셉트를 구상하고 있었다. "Faint"와 같이 팬들이 있고 무대에서 라이브하는 밴드 형식이었다.
뮤직비디오 감독은 그레고리 다크가 만들었으며 로스앤젤레스의 폐쇄된 LA 지하철에서 촬영했다. 뮤직비디오에서는 스콧 코지올이 대신 베이스 연주자로 나오는데 당시 다른 밴드에 일시적으로 들어간 데이브 파렐이 합류하기 이전이었다.

## 합동 라이브
여러 해 동안 밴드는 "One Step Closer" 라이브 버전 때마다 다른 음악가들과 합동 공연을 해왔다.
- 에비던스 (딜에이티드 피플스) - 2001년
- 마크 차베즈 (아데마) - 2001년
- 웨스 스캔틀린 (퍼들 오브 무드) - 2001년
- 소니 샌도발 (P.O.D.) - 메테오라 월드 투어
- 더글러스 롭 (후바스탱크) - 2003년 프로젝트 레볼루션, 메테오라 월드 투어
- 댄 마르살라 (스토리 오브 디 이어) - 메테오라 월드 투어 도중
- 조나단 데이비스 (콘) - 2004년 프로젝트 레볼루션 투어 도중
- 아론 루이스 (스테인드) - 2001년 패밀리 밸루스 투어, KRQQ 얼모스트 어쿠스틱 X-Mas, 2003년 레딩 페스티벌
- 크리스티안 린즈코그 (블라인드사이드) - 2003년 프로젝트 레볼루션 투어 도중
- 데이비 하복 (AFI) - 2003년
- 요한 - 2004년 남아시아 투어
- 엑스 큐셔너 - 2001년 MTV 뮤직 비디오 어워드
- 에미넴 & D12 - 2002년 프로젝트 레볼루션 투어
- 제이-지 - 2004년 프로젝트 레볼루션 투어

## 수록곡

### 싱글
1. "One Step Closer"
2. "My December"
3. "High Voltage" (2000년 재녹음판)

(2&3번째 트랙은 《Hybrid Theory》의 일본판에 그리고 《Frat Party at the Pankake Festival》 DVD에 수록되어있다.)

### 보너스 트랙
1. "One Step Closer" (CD-ROM Music Video)

## 차트
| 차트                      | 순위 |
| ------------------------- | ---- |
| 빌보드 핫 100             | 75   |
| 빌보드 메인스트림 록 트랙 | 4    |
| 영국 싱글 차트            | 24   |
| 호주 싱글 차트            | 4    |
| 독일 싱글 차트            | 32   |
| 이탈리아 싱글 차트        | 46   |

## 같이 보기
1. ↑  (영어) One Step Closer collaborations